# Kožlí u Orlíka
Kožlí (deutsch Koschli) ist eine Gemeinde in Tschechien. Sie liegt acht Kilometer östlich von Mirovice (Mirowitz) und gehört zum Okres Písek.

## Geographie
Kožlí befindet sich am linken Ufer des Baches Koželský potok im Mittelböhmischen Hügelland. Östlich liegt der Orlík-Stausee, am südlichen Ortsrand die Teiche Horní koželský rybník und Dolní koželský rybník. Nördlich erhebt sich die Udice (418 m), im Süden der Chlum (502 m), südwestlich der Krahulík (524 m) und im Nordwesten der Holý vrch (541 m). Das Dorf liegt am Rande des Orlíker Schlossparkes.
Nachbarorte sind Pukňov im Norden, Velký Vír, Radava und Chrást im Nordosten, U Hrobky im Osten, Orlík und Staré Sedlo im Südosten, Višňovka und Probulov im Süden, Králova Lhota im Südwesten, Na Zeleném, Pod Homolí und Lety im Westen sowie Šerkov, U Kuby und Závist im Nordwesten.

## Geschichte
Archäologische Funde belegen eine frühzeitliche Besiedlung des Gemeindegebietes. Nördlich des Dorfes befinden sich ein slawisches Hügelgräberfeld aus der Zeit zwischen dem 8. und 9. Jahrhundert.
Die erste urkundliche Erwähnung des Dorfes erfolgte im Jahre 1396.
Nach der Schlacht am Weißen Berg wurde der Nachlass des Peter von Schwanberg konfisziert und 1621 die Eggenberger Besitzer der Herrschaft Worlik. Nachdem 1717 die Eggenberger im Mannesstamme erloschen, erbte das Haus Schwarzenberg deren Besitzungen. Im Jahre 1837 bestand Kožly aus 20 Häusern mit 159 Einwohnern. Pfarrort war Altsattel (Staré Sedlo). Bis zur Mitte des 19. Jahrhunderts blieb das Dorf der Fideikommissherrschaft Worlik samt den Allodialgütern Zalužan, Zbenitz und Bukowan untertänig.
Nach der Aufhebung der Patrimonialherrschaften bildete Kozlé ab 1850 mit dem Ortsteil Velký Výr eine Gemeinde in der Bezirkshauptmannschaft Písek und dem Gerichtsbezirk Mirovice. Im Jahre 1890 bestand das Dorf aus 23 Häusern und hatte 150 Einwohner. Während 1920er Jahre waren der Präsident T.G. Masaryk sowie weitere Politiker mehrfach in der Pension U Nováků zu Gast.
Seit dem Beginn des 20. Jahrhunderts wurde der Ortsname Kožlí und ab 1948 Kožlí u Orlíka verwendet. Der im Moldautal gelegene Ortsteil Velký Vír wurde 1957 im Zuge der Errichtung der Orlík-Talsperre aufgelöst und später überflutet. 1964 wurde Kožlí u Orlíka nach Orlík nad Vltavou eingemeindet. Zum 1. Januar 1992 löste sich Kožlí u Orlíka wieder von Orlík nad Vltavou los und bildete die Gemeinde Kožlí. Am Stausee liegt das Erholungsgebiet Velký Vír.

## Gemeindegliederung
Für die Gemeinde Kožlí sind keine Ortsteile ausgewiesen. Zu Kožlí gehört die Feriensiedlung Velký Vír.

## Sehenswürdigkeiten
- Kapelle am Dorfplatz, errichtet 1933
- Gusseisernes Wegkreuz aus dem Jahre 1862 am Ortsausgang nach Orlík
- Schwarzenberská hrobka, neogotische Grabkapelle des 2. Majorats der Fürsten Schwarzenberg, östlich des Dorfes in U Hrobky. Die nicht öffentlich zugängliche Privatkapelle entstand 1875–1877 und ist eine verkleinerte Teilkopie des Mausoleums der Familie Schwarzenberg bei Třeboň, in ihr befinden sich u. a. die sterblichen Überreste des Feldmarschalls Karl Philipp zu Schwarzenberg. Sie wurde 2011 saniert.
- Felsaussicht auf den Orlíkstausee und Burg Orlík bei der Grabkapelle
- Schlosspark Orlík mit alten Eichenalleen

Sehenswürdigkeiten
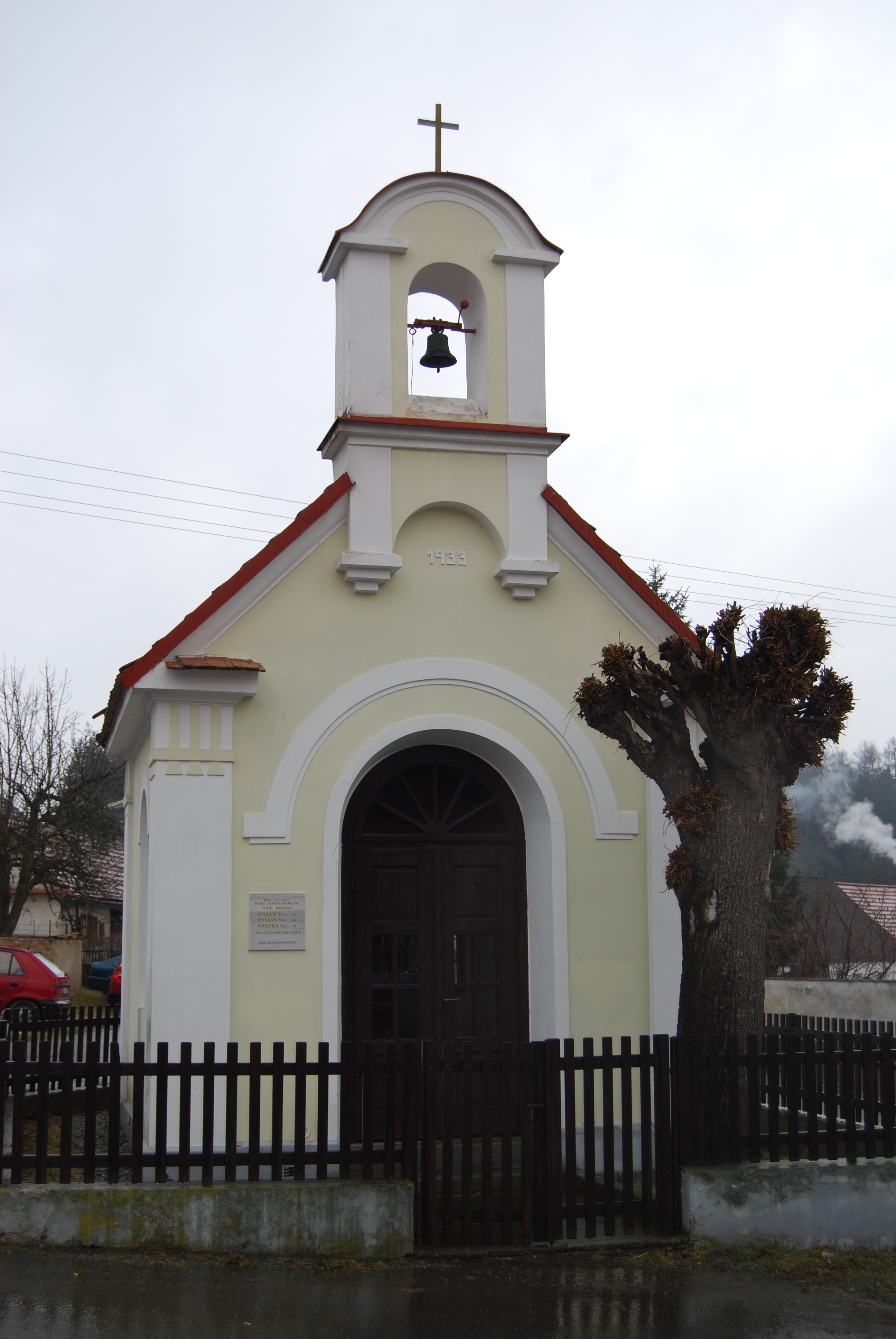
Kapelle am Dorfplatz
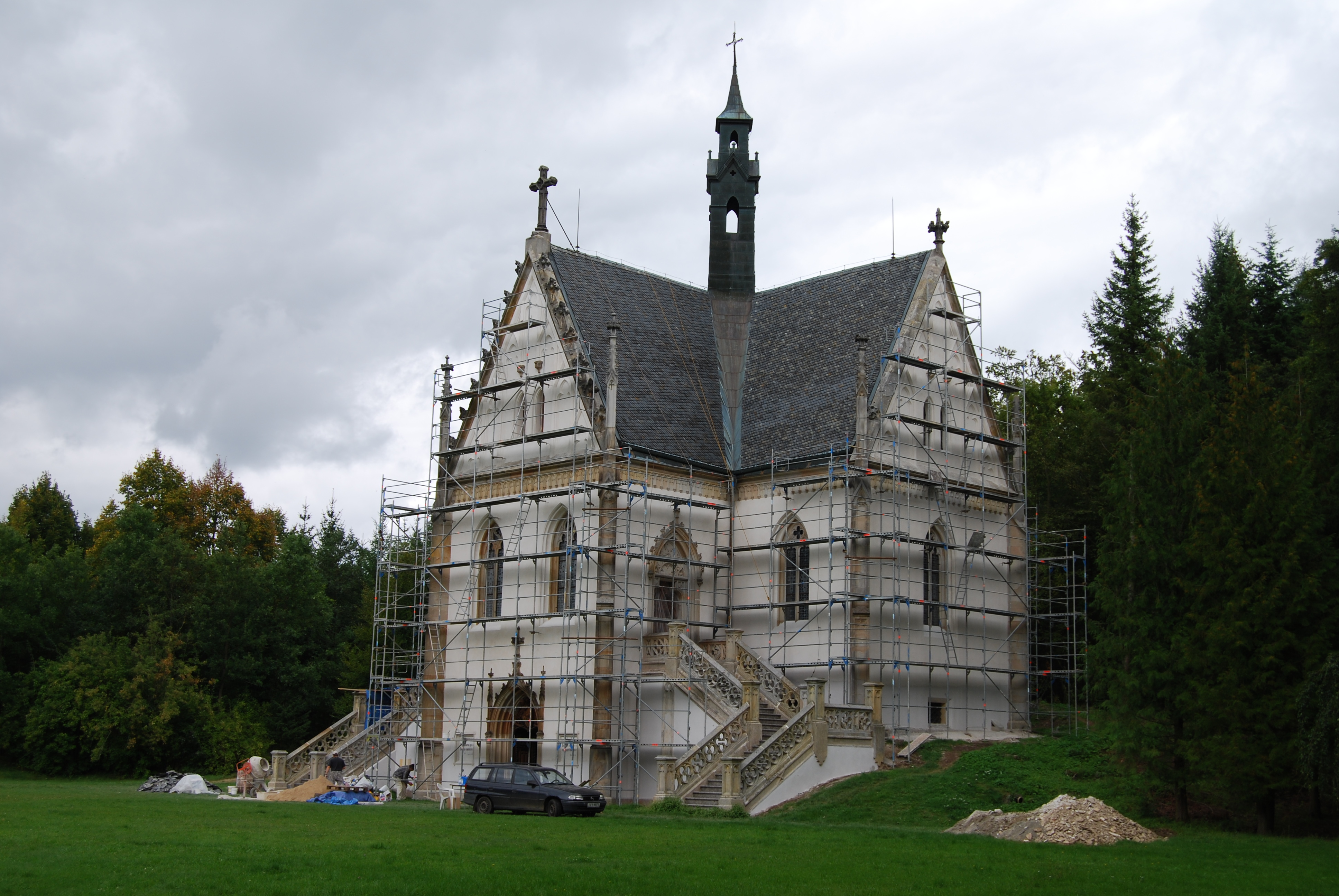
Grabkapelle der Schwarzenberger
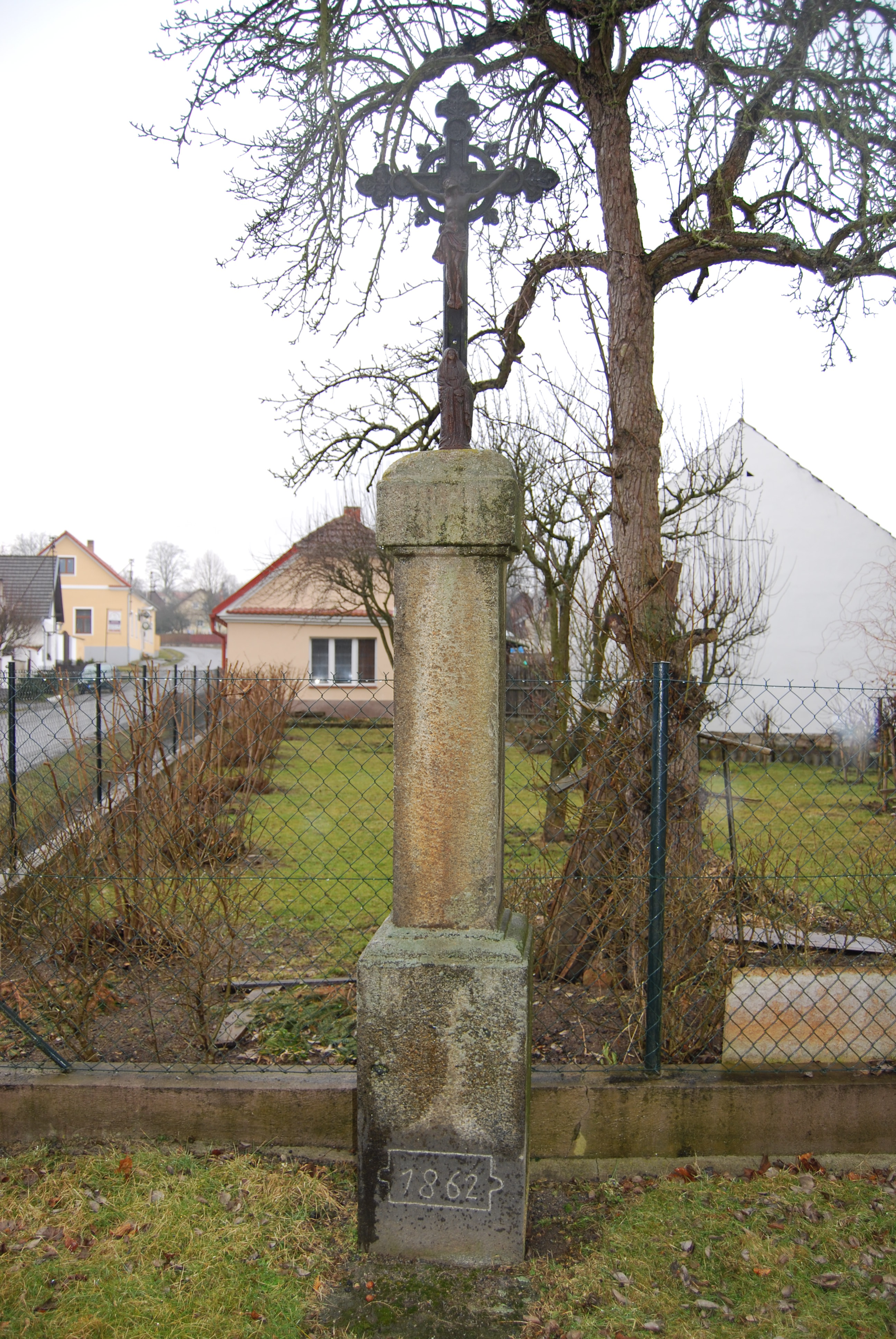
Wegkreuz